# سابرینا جادوگر نوجوان (فیلم)
سابرینا جادوگر نوجوان (به انگلیسی: Serial Mom) فیلمی تلویزیونی محصول سال ۱۹۹۶ و به کارگردانی تیبور تاکاچ است. در این فیلم بازیگرانی همچون ملیسا جون هارت، شری میلر، چارلینه فرنتز، مایکل بیودین، رایان رینولدز، توبیاس مهلر، لورا هریس و تایلر لابین ایفای نقش کرده‌اند. این فیلم بر پایه سریال سابرینا جادوگر نوجوان ساخته شده‌است.